# Congrès démocratique international pour la paix
Les Congrès démocratiques internationaux pour la paix furent des rassemblements ponctuels, non confessionnel mais à majorité catholique, qui ont eu lieu à l'initiative de Marc Sangnier de 1921 à 1933.

## Congrès (1921-1931)
En 1921, un 1er congrès s'effectue à Paris, avec 400 délégués dont 6 Allemands. En 1922, 2e congrès à Vienne, en Autriche. En 1923, 3e congrès à Fribourg-en-Brisgau du 4 au 10 août. Au total, 750 participants de  22 nations dont  550 Allemands et  125 Français. En Allemagne, la lettre pastorale de Fulda légitime un premier rapprochement franco-allemand repris à partir de 1924 dans Germania, le principal journal catholique en Allemagne.
1924, 4e congrès à Londres. Est abordé le thème de l'entrée de l'Allemagne dans la SDN et exposition des revendications d'un délégué au sujet de la responsabilité allemande dans le déclenchement de la guerre (il souhaite qu'on adopte une motion qui énonce que l'Allemagne n'est pas responsable du déclenchement de la guerre). La Ligue participe le 23 avril 1924 au Congrès constitutif du Friedensbund Deutscher Katholiken qui fonde son action pacifiste selon les enseignements de Benoît XV et Pie XI.
En 1925 est organisé le 5e congrès à Luxembourg, La Ligue de la Jeune République se rapproche des positions allemandes au sujet de la « Schuldfrage » et déclare en juin 1925 que personne n'est responsable mais la maladresse et la peur. Richard Coudenhove-Kalergi présente le projet paneuropéen qui doit confier leur sécurité commune à une instance supranationale. En 1925, le projet d'un « Mois international » est présenté. Leo Weismantel (de) en prise sur la jeunesse avec sa pièce Totentanz de 1921, engagé dans l'éducation à la paix qui œuvre à la compréhension internationale, Hermann Platz (de), professeur à l'université de Bonn, le Quickborn, Bund Neudeutschland, la ligue socialiste des étudiants, la ligue des catholiques pour la paix, le Zentrum adhèrent au projet. En France, la CFTC, la Ligue des Droits de l'Homme, les Jeunesses laïques et républicaines et 117 hommes politiques apportent leur soutien. Le catholicisme français est peu enthousiaste en dehors de trois évêques. Il y a plutôt des appels à se tenir à l'écart.
En 1926 se déroule le 6e congrès à Bierville en Seine-et-Oise, localité située sur la commune de Boissy-la-Rivière, dont Marc Sangnier, propriétaire du domaine et du château de Bierville, était le maire. Ce congrès est orienté vers la jeunesse. 5 410 participants viennent de 33 nations. 59 % sont allemands et 31 % sont français. L'appel lancé lors de la clôture est suivi par 10 000 personnes. Le ministère de la guerre, par le truchement de son ministre Paul Painlevé mis à disposition 50 tentes. Le « Mois international » débute par un « pèlerinage de la Paix » du 1er au 8 août 1926. 977 pèlerins, surtout allemands, vont en train à Reims, Laon, Amiens et Rouen, puis convergent à Bierville le dimanche 8 août. Le lendemain, s’ouvre une semaine d’enseignement organisée autour de trois thèmes : les idées démocratiques et la guerre ; les jeunesses nationales et le problème de la paix ; les organisations internationales. Face aux jeunes Allemands ardents défenseurs de l'objection de conscience, et contre la conscription obligatoire, les Français proposent à la place un service civil. C'est une première rupture au sein du mouvement de Marc Sangnier. Cependant Ilde Gorguet pense qu'il faut relativiser. Pour elle, la motion soutenue par Nikolaus Ehlen (en), déjà débattue en 1925, eut beau obtenir la majorité des voix des Allemands présents, elle n'était soutenue que par une frange minoritaire au sein des catholiques pacifistes allemands. Le bilan de Bierville ne serait pas à chercher dans les déclarations finales qui reprennent des discours modérés déjà entendus mais plutôt dans le témoignage de la volonté de la jeunesse et d'une expérience vécue de « communion affective » par les participants dans la nature (et non en ville comme lors des précédents congrès). À Bierville la presse est présente mais la presse catholique n'est pas toujours élogieuse : « congrès athéo-catholico-protestantico-jésuitico-maçonico-democratico-pacifique ». Victor Margueritte (1866-1942) fonde la revue révisionniste Évolution en 1926.
Le 7e congrès se déroule du 3 au 7 septembre 1927 à Wurtzbourg (Bavière). C'est la seconde rupture. Les modérés allemands ne pardonnent pas l'invitation des radicaux pacifistes allemands qui eux-mêmes ne pardonnent pas le rejet de la proposition de motion proposée un an plus tôt par Nikolaus Ehlen. La faiblesse de la délégation française en Allemagne, 80 Français, à comparer aux 3 221 Allemands qui étaient venus en France l'année précédente, ajoute à l'amertume.
Le 10e congrès aborde le projet d’États-Unis d'Europe en 1930 dans le cadre d'une Europe fédérale sous l'égide de la SDN. 
Le 12e et dernier congrès se passe en 1932 et, en dépit de son titre « les journées d’espérance », se dissout après la prise du pouvoir d'Hitler en mars 1933.

## Origines
Plusieurs mouvements ont précédé le congrès. La Société allemande pour la paix (Deutsche Friedensgesellschaft) a été fondée en 1892. L'Alliance universelle pour l'amitié internationale par les Églises a eu son 1er rassemblement en été 1914 avec le soutien de la fondation Carnegie) à l'esprit Quaker. On retrouve certains de ses membres dans la fondation de l'IFOR. Il y a également eu le mouvement international de la réconciliation, branche française de l'IFOR (avec une branche américaine).
Marc Sangnier rencontre une première fois le pape en audience le 19 août 1916. Il le charge de faire connaitre les positions internationales du saint Siège auprès de la jeunesse catholique. Accompagné de Georges Hoog, il est reçu une seconde fois en janvier 1920 par Benoît XV qui les encourage à œuvrer pour le désarmement et à faire campagne pour l'abrogation de la guerre comme arme politique.
Née en 1907, la société Gatry comprend un comité provisoire de 9 membres dont quatre membres du Sillon dont fait partie Marc Sangnier. Elle se transforme en 1909 en ligue des catholiques français pour la paix. Elle compte alors 700 membres dont 180 prêtres. 15 archevêques ou évêques approuvent ce mouvement.

## Bilan
Le mouvement de Marc Sangnier a directement inspiré de nouvelles formes de rapprochement franco-allemand : les Compagnons de Saint François et les Volontaires de la paix qu'il dirige et qui invitent en août 1929 200 Allemands à converger vers le Palais de Chaillot à Paris et les Auberges de jeunesse en France dont la première est fondée à Bierville qui reprennent le modèle allemand mais avec le but de faire venir des étrangers, ce qui est la grande différence. Les Compagnons de saint François fournissant eux-mêmes le gros des premiers adhérents de Pax Christi en France. Le souvenir de l'action de Marc Sangnier est perpétué au sein de l'Institut Marc-Sangnier qui outre son fonds d'archive, organisait des rencontres, et remettait le prix de la démocratie (jusqu'à la pandémie de Covid-19).
Des revues allemandes d'études franco-allemandes d'avant guerre ont été reprises après guerre sous d'autres formes par des Français : Bureau International de Liaison et de Documentation créé en 1948 par un jésuite le père du Rivau avec deux revues jumelles Documents en français et Dokumente en allemand, organise des rencontres franco-allemandes entre intellectuels sur un thème précis; et Le Comité français d'échanges avec l'Allemagne nouvelle (œcuménique) créé par Emmanuel Mounier dont le périodique Esprit consacrera plusieurs articles à ce thème.
La Seconde Guerre mondiale arrivant, Marc Sangnier attend le mois de mars 1939 pour renoncer à l'idée d'une paix franco-allemande. Après la guerre, la diffusion des idées pacifistes est passée de partis religieux vers une pensée social-démocrate plus diffuse y compris au sein du centrisme politique. L'idée étant que la démocratie c'est la paix et la dictature c'est la guerre. C'est la théorie de la paix démocratique.
Sur la forme, les congrès relèvent de l'expérience vécue. Les Rencontres d'Arc et Senans organisées par le CNRS pour la première fois en 1991, ont repris les recettes du congrès de Bierville : large public, hébergement en tentes de type Marabout, rencontres entre des intellectuels et des jeunes adultes, partie festive avec une promotion venant à la fois de la radio publique et d'un journal catholique, La Vie. Le décloisonnement sur fond d'affect, initié dans le théâtre par Leo Weismantel (de) en Allemagne entre les acteurs et le jeune public et repris en France par le TNP sera à nouveau vécu brièvement durant les évènements de mai 68 quand la jeunesse est désenchantée par un monde des adultes qu'elle juge trompeur, qu'elle rejette, qu'elle veut transformer et qui lui répond ou pas.